# آقای هولمز
آقای هولمز (به انگلیسی: Mr Holmes) یک فیلم جنایی مرموز بریتانیایی به کارگردانی بیل کاندن است که براساس رمان «ترفندی جزئی از ذهن» به قلم میچ کولین ساخته شده‌است. در این فیلم ایان مک‌کلن در نقش شرلوک هولمز و بازیگرانی همچون لورا لینی، هیرویوکی سانادا و میلو پارکر ایفای نقش کرده‌اند. مستر هولمز در ۱۹ ژوئن ۲۰۱۵ در سینماهای بریتانیا، و ۱۷ ژوئیه ۲۰۱۵ در ایالات متحده اکران شد.

## بازیگران
- ایان مک‌کلن در نقش شرلوک هولمز
- لورا لینی در نقش خانم مونرو، خدمتکار شرلوک
- میلو پارکر در نقش راجر مونرو، فرزند خدمتکار
- هیرویوکی سانادا در نقش تامیکی اومازاکی
- هتی موراهان در نقش آن کلموت
- پاتریک کندی در نقش توماس کلموت
- فیل دیویس در نقش بازرس گیلبرت
- فرانس دو لا تور در نقش خانم شرمر
- کالین استارکی در نقش دکتر واتسن
- نیکلاس رو در نقش شرلوک هلمز در فیلم سینما
- فرانسس باربر در نقش مادام شرمر در فیلم سینما
- جان سشنز در نقش مایکرافت هولمز، برادر شرلوک
- راجر آلام

## داستان
آقای هولمز سه اپیزود مستقل دارد. زمان حال و دو گذشته نمایی. در زمان حال شرلوک هلمز که حالا ۹۳ ساله شده‌است و سال‌ها قبل، بعد از اتمام ناموفق آخرین پرونده اش خود را بازنشسته کرده‌است در یک دهکده مشغول گذران آخر عمر می‌باشد. واتسون نیز از همان زمان کار خود را برای همیشه از کار شرلوک جدا کرده و در شهر دیگری سکونت دارد. در ابتدای فیلم، شرلوک از سفر ژاپن به انگلستان بازمی‌گردد. وی از ژاپن با خود نوعی فلفل که برای درمان زوال عقل به کار می‌رود به همراه آورده‌است. شرلوک دچار فراموشی حاد (آلزایمر) نیست ولی به علت کهولت سن، بعضی از اتفاقات گذشته را به یاد نمی‌آورد. در اپیزود دیگر آخرین پروندهٔ شرلوک را می‌بینیم که یک مرد جوان، وی را برای تحقیق در مورد رفتار عجیب همسرش استخدام می‌کند. شرلوک آن زن و اتفاقات اولیه را به خاطر دارد اما مدام به ذهن خود فشار می‌آورد تا پایان پرونده را به یاد بیاورد اما نمی‌تواند. در ادامه متوجه می‌شویم تمام داستانهایی که از پرونده‌های وی به صورت فیلم یا کتاب یا نوشته‌های مجلات منتشر شده‌است به قلم واتسون بوده و آمیخته‌ای از واقعیت و تخیل واتسون برای جذابیت بیشتر داستان‌ها است و با وجود اینکه واتسون آخرین پروندهٔ شرلوک را به صورت کتاب درآورده است اما پایان آن را را به درستی نشان نمی‌دهد. در بخش دیگر شرلوک هلمز را می‌بینیم که توسط فرزند یک شخص ژاپنی فوت شده که در انگلیس به دربار خدمت می‌کرده‌است به ژاپن دعوت شده‌است. شرلوک به پدر وی برای ماندن در انگلیس و دوری طولانی از خانواده مشاوره داده‌است. حال جوانِ گِله مند می‌خواهد دلیل آن مشاوره را بداند (جوان از شغل پدرش در انگلیس آگاه نیست) اما شرلوک چیزی به یاد نمی‌آورد و حتی در ابتدا پدر او را نیز به درستی نمی‌شناسد. در ادامه کارگردان بیننده را با خود همراه می‌کند تا مشخص شود آیا شرلوک در مورد آن دو پرونده چیزی به یاد می‌آورد یا خیر…